# DTM-Saison 2018
Die DTM-Saison 2018 war die 32. Saison der DTM und die 19. seit Neugründung der Serie im Jahr 2000. Die Saison begann am 4. Mai 2018 in Hockenheim und endete am 14. Oktober an gleicher Stelle.

## Starterfeld
Folgende Fahrer sind in der Saison gestartet:
| Nr. | Fahrer            | Team                                       | Rennwochenende |
| --- | ----------------- | ------------------------------------------ | -------------- |
| 02  | Gary Paffett      | Mercedes-AMG Motorsport PETRONAS           | alle           |
| 03  | Paul di Resta     | Mercedes-AMG Motorsport REMUS              | alle           |
| 04  | Robin Frijns      | Audi Sport Team Abt Sportsline             | alle           |
| 07  | Bruno Spengler    | BMW Team RBM                               | alle           |
| 11  | Marco Wittmann    | BMW Team RMG                               | alle           |
| 15  | Augusto Farfus    | BMW Team RMG                               | alle           |
| 16  | Timo Glock        | BMW Team RMR                               | alle           |
| 22  | Lucas Auer        | SILBERPFEIL Energy Mercedes-AMG Motorsport | alle           |
| 23  | Daniel Juncadella | Mercedes-AMG Motorsport REMUS              | alle           |
| 25  | Philipp Eng       | BMW Team RMR                               | alle           |
| 28  | Loïc Duval        | Audi Sport Team Phoenix                    | alle           |
| 33  | René Rast         | Audi Sport Team Rosberg                    | alle           |
| 47  | Joel Eriksson     | BMW Team RBM                               | alle           |
| 48  | Edoardo Mortara   | SILBERPFEIL Energy Mercedes-AMG Motorsport | alle           |
| 51  | Nico Müller       | Audi Sport Team Abt Sportsline             | alle           |
| 53  | Jamie Green       | Audi Sport Team Rosberg                    | alle           |
| 94  | Pascal Wehrlein   | Mercedes-AMG Motorsport PETRONAS           | alle           |
| 99  | Mike Rockenfeller | Audi Sport Team Phoenix                    | alle           |

### Änderungen bei den Fahrern
Die folgende Auflistung enthält neben den Einsteigern und Rückkehrern für die Saison 2018 alle Fahrer, die an der DTM-Saison 2017 teilgenommen haben und in der Saison 2018 nicht für dasselbe Team wie 2017 starteten.
Fahrer, die in die DTM einstiegen bzw. zurückkehrten:
- Philipp Eng: ADAC GT-Masters[2] → BMW Team RBM[3]
- Joel Eriksson: Europäische Formel-3-Meisterschaft (Motopark Academy) → BMW Team RBM[3]
- Robin Frijns: FIA-Formel-E-Meisterschaft (Andretti Autosport) → Audi Sport Team Abt[4]
- Daniel Juncadella: HWA (Testfahrer) → HWA[5]
- Pascal Wehrlein: Formel 1 (Sauber Motorsport) → HWA[5]

Fahrer, die die DTM verlassen haben:
- Robert Wickens: HWA → IndyCar Series (Schmidt Peterson Motorsports)[6]
- Maxime Martin: BMW Team RBM → WEC[7]
- Tom Blomqvist: BMW Team RBM → FIA-Formel-E-Meisterschaft (Andretti Autosport)[8]
- Mattias Ekström: Audi Sport Team Abt → FIA-Rallycross-Weltmeisterschaft (Team EKS RX)[4]
- Maro Engel: HWA → FIA Formel-E-Meisterschaft (Venturi Formula E Team)[9]

### Gaststarter
Gegenüber den Vorjahren war es zur Saison 2018 jedem Hersteller erlaubt, für ein Rennwochenende einen Gaststarter zu nominieren. Der Gaststarter nahm dabei an beiden Läufen teil. Die erzielten Resultate wurden jedoch nicht gewertet, sodass bei einer Platzierung in den Punkten nachfolgende Fahrer aufrückten. 
| Nr. | Gaststarter        | Hersteller    | Rennwochenende |
| --- | ------------------ | ------------- | -------------- |
| 5   | Mattias Ekström    | Audi          | 1              |
| 12  | Alessandro Zanardi | BMW           | 7              |
| 17  | Sébastien Ogier    | Mercedes-Benz | 9              |

## Rennkalender und Ergebnisse
Der Rennkalender wurde zur Saison 2018 von 18 auf 20 Rennen an zehn Rennwochenenden aufgestockt. Die Veranstaltung auf dem Moscow Raceway wurde aus dem Kalender gestrichen. Erstmals fanden DTM-Rennen auf dem Misano World Circuit Marco Simoncelli statt. Zudem kehrte die DTM zum ersten Mal seit der Saison 2013 auf den Brands Hatch Circuit zurück. Die Rennen auf dem Circuit Park Zandvoort wurden vom August in den Juli verlegt.
| Runde | Rennstrecke    | Datum         | Sieger            | Zweiter           | Dritter           | Pole- Position    | Schnellste Rennrunde | Gesamtführender Fahrer | Gesamtführender Hersteller |
| ----- | -------------- | ------------- | ----------------- | ----------------- | ----------------- | ----------------- | -------------------- | ---------------------- | -------------------------- |
| 1     | Hockenheimring | 5. Mai        | Gary Paffett      | Lucas Auer        | Timo Glock        | Gary Paffett      | Daniel Juncadella    | Gary Paffett           | Mercedes                   |
| 2     | Hockenheimring | 6. Mai        | Timo Glock        | Mike Rockenfeller | Gary Paffett      | Timo Glock        | Gary Paffett         | Timo Glock             | Mercedes                   |
| 3     | Lausitzring    | 19. Mai       | Edoardo Mortara   | Timo Glock        | Philipp Eng       | Lucas Auer        | Daniel Juncadella    | Timo Glock             | Mercedes                   |
| 4     | Lausitzring    | 20. Mai       | Gary Paffett      | Marco Wittmann    | Pascal Wehrlein   | Philipp Eng       | Marco Wittmann       | Timo Glock             | Mercedes                   |
| 5     | Hungaroring    | 2. Juni       | Paul di Resta     | Lucas Auer        | Nico Müller       | Paul di Resta     | Lucas Auer           | Gary Paffett           | Mercedes                   |
| 6     | Hungaroring    | 3. Juni       | Marco Wittmann    | Timo Glock        | Philipp Eng       | Lucas Auer        | Daniel Juncadella    | Timo Glock             | Mercedes                   |
| 7     | Norisring      | 23. Juni      | Edoardo Mortara   | Gary Paffett      | Marco Wittmann    | Edoardo Mortara   | Daniel Juncadella    | Gary Paffett           | Mercedes                   |
| 8     | Norisring      | 24. Juni      | Marco Wittmann    | Edoardo Mortara   | Daniel Juncadella | Daniel Juncadella | Jamie Green          | Gary Paffett           | Mercedes                   |
| 9     | Zandvoort      | 14. Juli      | Gary Paffett      | Paul di Resta     | Lucas Auer        | Gary Paffett      | Gary Paffett         | Gary Paffett           | Mercedes                   |
| 10    | Zandvoort      | 15. Juli      | René Rast         | Gary Paffett      | Paul di Resta     | Gary Paffett      | Mike Rockenfeller    | Gary Paffett           | Mercedes                   |
| 11    | Brands Hatch   | 11. August    | Daniel Juncadella | Augusto Farfus    | Lucas Auer        | Daniel Juncadella | Marco Wittmann       | Gary Paffett           | Mercedes                   |
| 12    | Brands Hatch   | 12. August    | Paul di Resta     | Gary Paffett      | René Rast         | Gary Paffett      | Paul di Resta        | Gary Paffett           | Mercedes                   |
| 13    | Misano         | 25. August    | Paul di Resta     | Robin Frijns      | Edoardo Mortara   | Paul di Resta     | Augusto Farfus       | Gary Paffett           | Mercedes                   |
| 14    | Misano         | 26. August    | Joel Eriksson     | Edoardo Mortara   | René Rast         | Loïc Duval        | Edoardo Mortara      | Paul di Resta          | Mercedes                   |
| 15    | Nürburgring    | 8. September  | René Rast         | Bruno Spengler    | Gary Paffett      | René Rast         | René Rast            | Gary Paffett           | Mercedes                   |
| 16    | Nürburgring    | 9. September  | René Rast         | Paul di Resta     | Marco Wittmann    | René Rast         | Gary Paffett         | Gary Paffett           | Mercedes                   |
| 17    | Red Bull Ring  | 22. September | René Rast         | Mike Rockenfeller | Nico Müller       | Daniel Juncadella | Lucas Auer           | Paul di Resta          | Mercedes                   |
| 18    | Red Bull Ring  | 23. September | René Rast         | Nico Müller       | Gary Paffett      | Gary Paffett      | Gary Paffett         | Paul di Resta          | Mercedes                   |
| 19    | Hockenheimring | 13. Oktober   | René Rast         | Robin Frijns      | Timo Glock        | Lucas Auer        | Timo Glock           | Gary Paffett           | Mercedes                   |
| 20    | Hockenheimring | 14. Oktober   | René Rast         | Marco Wittmann    | Gary Paffett      | Marco Wittmann    | Robin Frijns         | Gary Paffett           | Mercedes                   |

## Meisterschaftsergebnisse

### Punktesystem
Punkte wurden an die ersten 10 klassifizierten Fahrer in folgender Anzahl vergeben:
| Platz  | 1. | 2. | 3. | 4. | 5. | 6. | 7. | 8. | 9. | 10. |
| Punkte | 25 | 18 | 15 | 12 | 10 | 8  | 6  | 4  | 2  | 1   |

Die ersten drei Fahrer des Qualifyings erhielten zusätzlich folgende Punkte:
| Platz  | 1. | 2. | 3. |
| Punkte | 3  | 2  | 1  |

### Fahrerwertung
Insgesamt kamen 18 Fahrer in die Punktewertung.
| Platz                                       | Fahrer             | HOC1 | HOC1 | LAU | LAU | HUN | HUN  | NOR | NOR | ZAN | ZAN | BRH | BRH | MIS  | MIS | NÜR | NÜR | RBR  | RBR | HOC2 | HOC2 | Punkte |
| ------------------------------------------- | ------------------ | ---- | ---- | --- | --- | --- | ---- | --- | --- | --- | --- | --- | --- | ---- | --- | --- | --- | ---- | --- | ---- | ---- | ------ |
| 1                                           | Gary Paffett       | 1    | 3    | 9   | 13  | 6   | 15   | 2   | 132 | 1   | 21  | 6   | 21  | DNF  | 14  | 32  | 52  | 10   | 31  | 42   | 3    | 255    |
| 2                                           | René Rast          | 9    | 72   | DNF | DNS | 4   | 10   | 16  | 14  | 17  | 13  | 43  | 3   | DNF3 | 3   | 1   | 1   | 1    | 1   | 1    | 12   | 251    |
| 3                                           | Paul di Resta      | 7    | 9    | 6   | 4   | 1   | 53   | 4   | 6   | 23  | 3   | 16  | 12  | 1    | 6   | 18  | 2   | 4    | 43  | 8    | 14   | 233    |
| 4                                           | Marco Wittmann     | 112  | 11   | 7   | 2   | 16  | 1    | 3   | 1   | 7   | 17  | 9   | 5   | 9    | 13  | 5   | 3   | 7    | 14  | DNF  | 21   | 164    |
| 5                                           | Timo Glock         | 3    | 1    | 2   | 5   | 14  | 2    | 10  | 10  | 6   | 10  | 13  | 11  | 7    | 15  | 4   | 16  | DNF2 | 7   | 3    | 10   | 144    |
| 6                                           | Edoardo Mortara    | 4    | DNF  | 1   | 11  | 5   | DSQ  | 1   | 2   | 13  | 8   | 8   | 17  | 32   | 2   | 13  | 11  | 16   | 10  | 10   | 13   | 140    |
| 7                                           | Lucas Auer         | 2    | 15   | 41  | 14  | 23  | DSQ1 | 7   | 53  | 3   | 9   | 32  | 8   | DNF  | DNF | 11  | 18* | 6    | DNF | DNF1 | 16   | 121    |
| 8                                           | Pascal Wehrlein    | 5    | 6    | 8   | 32  | 13  | 122  | 13  | 9   | 42  | 6   | 7   | 43  | 6    | 12  | 7   | 9   | 13   | 6   | 11   | 18   | 108    |
| 9                                           | Philipp Eng        | 16   | 14   | 32  | 71  | 18  | 3    | 52  | 11  | 14  | 42  | 5   | 7   | 8    | 16  | 16  | 83  | 8    | 9   | 12   | 8    | 102    |
| 10                                          | Nico Müller        | 13   | 13   | DNF | 17  | 32  | 14   | 18  | 7   | DNF | 7   | 15  | 10  | 5    | 10  | 10  | 14  | 3    | 2   | 7    | 4    | 96     |
| 11                                          | Mike Rockenfeller  | 14   | 2    | 11  | 8   | 11  | 4    | 15  | 16  | 15  | 16  | 10  | 6   | 10   | 9   | 6   | 13  | 23   | 8   | 6    | 11   | 87     |
| 12                                          | Bruno Spengler     | 6    | 8    | 53  | 15  | 12  | DSQ  | 6   | 4   | 12  | 13  | 17  | 14  | DNF  | 11  | 23  | 4   | DNF  | 15  | 9    | 6    | 85     |
| 13                                          | Robin Frijns       | 18   | 12   | 13  | 10  | 7   | 8    | 12  | 8   | 5   | DNF | 12  | 12  | 2    | 4   | 17  | 10  | 11   | 13  | 2    | 5    | 84     |
| 14                                          | Joel Eriksson      | 12   | 43   | 12  | 9   | 17  | 6    | 9   | 12  | 9   | 11  | 14  | 13  | 12   | 1   | 12  | 6   | 15   | 5   | 15   | 9    | 72     |
| 15                                          | Daniel Juncadella  | 8    | 18   | 14  | 12  | 10  | 11   | 8   | 31  | 16  | 12  | 1   | 9   | 14   | 173 | 15  | 17* | 141  | 11  | 14   | 15   | 61     |
| 16                                          | Augusto Farfus     | 15   | 10   | 10  | 16  | 15  | 7    | 14  | 17  | 8   | 5   | 2   | DNF | 11   | DNF | 9   | 7   | 9    | DNF | DNF  | 7    | 56     |
| 17                                          | Loïc Duval         | 10   | 5    | DNF | 13  | 8   | 9    | 17  | 18  | 11  | 15  | DNF | 16  | 4    | 71  | 8   | 12  | DNF  | 16  | 5    | 12   | 54     |
| 18                                          | Jamie Green        | 19   | 17   | DNF | 6   | 9   | 13   | 11  | 15  | 10  | 14  | 11  | 15  | DNF  | 8   | 14  | 15  | 5    | 12  | 13   | 17   | 27     |
| Gastfahrer ohne Meisterschaftspunktewertung |                    |      |      |     |     |     |      |     |     |     |     |     |     |      |     |     |     |      |     |      |      |        |
|                                             | Mattias Ekström    | 17   | 16   |     |     |     |      |     |     |     |     |     |     |      |     |     |     |      |     |      |      | 0      |
|                                             | Alessandro Zanardi |      |      |     |     |     |      |     |     |     |     |     |     | 13   | 5   |     |     |      |     |      |      | 0      |
|                                             | Sébastien Ogier    |      |      |     |     |     |      |     |     |     |     |     |     |      |     |     |     | 12   | 17  |      |      | 0      |
| Platz                                       | Fahrer             | HOC1 | HOC1 | LAU | LAU | HUN | HUN  | NOR | NOR | ZAN | ZAN | BRH | BRH | MIS  | MIS | NÜR | NÜR | RBR  | RBR | HOC2 | HOC2 | Punkte |

| Legende  | Legende            | Legende                                                          |
| Farbe    | Abkürzung          | Bedeutung                                                        |
| -------- | ------------------ | ---------------------------------------------------------------- |
| Gold     | –                  | Sieg                                                             |
| Silber   | –                  | 2. Platz                                                         |
| Bronze   | –                  | 3. Platz                                                         |
| Grün     | –                  | Platzierung in den Punkten                                       |
| Blau     | –                  | Klassifiziert außerhalb der Punkteränge                          |
| Violett  | DNF                | Rennen nicht beendet (did not finish)                            |
| Violett  | NC                 | nicht klassifiziert (not classified)                             |
| Rot      | DNQ                | nicht qualifiziert (did not qualify)                             |
| Rot      | DNPQ               | in Vorqualifikation gescheitert (did not pre-qualify)            |
| Schwarz  | DSQ                | disqualifiziert (disqualified)                                   |
| Weiß     | DNS                | nicht am Start (did not start)                                   |
| Weiß     | WD                 | zurückgezogen (withdrawn)                                        |
| Hellblau | PO                 | nur am Training teilgenommen (practiced only)                    |
| Hellblau | TD                 | Freitags-Testfahrer (test driver)                                |
| ohne     | DNP                | nicht am Training teilgenommen (did not practice)                |
| ohne     | INJ                | verletzt oder krank (injured)                                    |
| ohne     | EX                 | ausgeschlossen (excluded)                                        |
| ohne     | DNA                | nicht erschienen (did not arrive)                                |
| ohne     | C                  | Rennen abgesagt (cancelled)                                      |
| ohne     | keine WM-Teilnahme |                                                                  |
| sonstige | P/fett             | Pole-Position                                                    |
| sonstige | 1/2/3/4/5/6/7/8    | Punktplatzierung im Sprint-/Qualifikationsrennen                 |
| sonstige | SR/kursiv          | Schnellste Rennrunde                                             |
| sonstige | *                  | nicht im Ziel, aufgrund der zurückgelegten Distanz aber gewertet |
| sonstige | ()                 | Streichresultate                                                 |
| sonstige | unterstrichen      | Führender in der Gesamtwertung                                   |

### Teamwertung
| Platz | Team                                       | Nr. | HOC1 | HOC1 | LAU | LAU | HUN | HUN  | NOR | NOR | ZAN | ZAN | BRH | BRH | MIS  | MIS | NÜR | NÜR | RBR  | RBR | HOC2 | HOC2 | Punkte |
| ----- | ------------------------------------------ | --- | ---- | ---- | --- | --- | --- | ---- | --- | --- | --- | --- | --- | --- | ---- | --- | --- | --- | ---- | --- | ---- | ---- | ------ |
| 1     | Mercedes-AMG Motorsport PETRONAS           | 2   | 1    | 3    | 9   | 13  | 6   | 15   | 2   | 132 | 1   | 21  | 6   | 21  | DNF  | 14  | 32  | 52  | 10   | 31  | 42   | 3    | 363    |
| 1     | Mercedes-AMG Motorsport PETRONAS           | 94  | 5    | 6    | 8   | 32  | 13  | 132  | 13  | 9   | 42  | 6   | 7   | 43  | 6    | 12  | 7   | 9   | 13   | 6   | 11   | 18   | 363    |
| 2     | Mercedes-AMG Motorsport REMUS              | 3   | 7    | 9    | 6   | 4   | 1   | 53   | 4   | 6   | 23  | 3   | 16  | 12  | 1    | 6   | 18  | 2   | 4    | 43  | 8    | 14   | 294    |
| 2     | Mercedes-AMG Motorsport REMUS              | 23  | 8    | 18   | 14  | 12  | 10  | 11   | 8   | 31  | 16  | 12  | 1   | 9   | 14   | 173 | 15  | 17* | 141  | 11  | 14   | 15   | 294    |
| 3     | Audi Sport Team Rosberg                    | 33  | 9    | 72   | DNF | DNS | 4   | 10   | 16  | 14  | 17  | 13  | 43  | 3   | DNF3 | 3   | 1   | 1   | 1    | 1   | 1    | 12   | 278    |
| 3     | Audi Sport Team Rosberg                    | 53  | 19   | 17   | DNF | 6   | 9   | 14   | 11  | 15  | 10  | 14  | 11  | 15  | DNF  | 8   | 14  | 15  | 5    | 12  | 13   | 17   | 278    |
| 4     | SILBERPFEIL Energy Mercedes-AMG Motorsport | 22  | 2    | 15   | 41  | 14  | 23  | DSQ1 | 7   | 53  | 3   | 9   | 32  | 8   | DNF  | DNF | 11  | 18* | 6    | DNF | DNF1 | 16   | 261    |
| 4     | SILBERPFEIL Energy Mercedes-AMG Motorsport | 48  | 4    | DNF  | 1   | 11  | 5   | DSQ  | 1   | 2   | 13  | 8   | 8   | 17  | 32   | 2   | 13  | 11  | 16   | 10  | 10   | 13   | 261    |
| 5     | BMW Team RMR                               | 16  | 3    | 1    | 2   | 5   | 14  | 2    | 10  | 10  | 6   | 10  | 13  | 11  | 7    | 15  | 4   | 16  | DNF2 | 7   | 3    | 10   | 246    |
| 5     | BMW Team RMR                               | 25  | 16   | 14   | 32  | 71  | 18  | 3    | 52  | 11  | 14  | 42  | 5   | 7   | 8    | 16  | 16  | 83  | 8    | 9   | 12   | 8    | 246    |
| 6     | BMW Team RMG                               | 11  | 112  | 11   | 7   | 2   | 16  | 1    | 3   | 1   | 7   | 17  | 9   | 5   | 9    | 13  | 5   | 3   | 7    | 14  | DNF  | 21   | 220    |
| 6     | BMW Team RMG                               | 15  | 15   | 10   | 10  | 16  | 15  | 7    | 14  | 17  | 8   | 5   | 2   | DNF | 11   | DNF | 9   | 7   | 9    | DNF | DNF  | 7    | 220    |
| 7     | Audi Sport Team Abt Sportsline             | 4   | 18   | 12   | 13  | 10  | 7   | 8    | 12  | 8   | 5   | DNF | 12  | 12  | 2    | 4   | 17  | 10  | 11   | 13  | 2    | 5    | 180    |
| 7     | Audi Sport Team Abt Sportsline             | 51  | 13   | 13   | DNF | 17  | 32  | 12   | 18  | 7   | DNF | 7   | 15  | 10  | 5    | 10  | 10  | 14  | 3    | 2   | 7    | 4    | 180    |
| 8     | BMW Team RBM                               | 7   | 6    | 8    | 53  | 15  | 12  | DSQ  | 6   | 4   | 12  | 13  | 17  | 14  | DNF  | 11  | 23  | 4   | DNF  | 15  | 9    | 6    | 157    |
| 8     | BMW Team RBM                               | 47  | 12   | 43   | 12  | 9   | 17  | 6    | 9   | 12  | 9   | 11  | 14  | 13  | 12   | 1   | 12  | 6   | 15   | 5   | 15   | 9    | 157    |
| 9     | Audi Sport Team Phoenix                    | 28  | 10   | 5    | DNF | 13  | 8   | 9    | 17  | 18  | 11  | 15  | DNF | 16  | 4    | 71  | 8   | 12  | DNF  | 16  | 5    | 12   | 141    |
| 9     | Audi Sport Team Phoenix                    | 99  | 14   | 2    | 11  | 8   | 11  | 4    | 15  | 16  | 15  | 16  | 10  | 6   | 10   | 9   | 6   | 13  | 23   | 8   | 6    | 11   | 141    |
| Platz | Team                                       | Nr. | HOC1 | HOC1 | LAU | LAU | HUN | HUN  | NOR | NOR | ZAN | ZAN | BRH | BRH | MIS  | MIS | NÜR | NÜR | RBR  | RBR | HOC2 | HOC2 | Punkte |

### Markenwertung
| Platz | Konstrukteur  | HOC1 | HOC1 | LAU | LAU | HUN | HUN | NOR | NOR | ZAN | ZAN | BRH | BRH | MIS | MIS | NÜR | NÜR | RBR | RBR | HOC2 | HOC2 | Punkte |
| ----- | ------------- | ---- | ---- | --- | --- | --- | --- | --- | --- | --- | --- | --- | --- | --- | --- | --- | --- | --- | --- | ---- | ---- | ------ |
| 1     | Mercedes-Benz | 78   | 25   | 54  | 55  | 66  | 16  | 68  | 59  | 76  | 50  | 63  | 67  | 53  | 31  | 8   | 32  | 24  | 40  | 22   | 16   | 903    |
| 2     | BMW           | 26   | 46   | 53  | 39  | 0   | 72  | 39  | 38  | 20  | 25  | 30  | 16  | 12  | 26  | 43  | 46  | 14  | 18  | 18   | 42   | 623    |
| 3     | Audi          | 3    | 36   | 0   | 13  | 41  | 19  | 0   | 10  | 11  | 32  | 14  | 24  | 42  | 50  | 41  | 29  | 69  | 49  | 67   | 49   | 599    |

### Formtabelle
| Pos. | Name              | Punkte Qualifikation | Punkte Samstagsrennen | Punkte Sonntagsrennen | Punkte Rennen | Gesamtpunktzahl |
| ---- | ----------------- | -------------------- | --------------------- | --------------------- | ------------- | --------------- |
| 01.  | Gary Paffett      | 25                   | 114                   | 116                   | 230           | 255             |
| 02.  | René Rast         | 13                   | 101                   | 137                   | 238           | 251             |
| 03.  | Paul di Resta     | 11                   | 110                   | 112                   | 222           | 233             |
| 04.  | Marco Wittmann    | 6                    | 47                    | 111                   | 158           | 164             |
| 05.  | Timo Glock        | 7                    | 75                    | 62                    | 137           | 144             |
| 06.  | Edoardo Mortara   | 7                    | 92                    | 41                    | 133           | 140             |
| 07.  | Lucas Auer        | 13                   | 92                    | 16                    | 108           | 121             |
| 08.  | Pascal Wehrlein   | 7                    | 46                    | 55                    | 101           | 108             |
| 09.  | Philipp Eng       | 10                   | 43                    | 49                    | 92            | 102             |
| 10.  | Nico Müller       | 4                    | 47                    | 45                    | 92            | 96              |
| 11.  | Mike Rockenfeller | 1                    | 36                    | 50                    | 86            | 87              |
| 12.  | Bruno Spengler    | 2                    | 46                    | 37                    | 83            | 85              |
| 13.  | Robin Frijns      | 0                    | 52                    | 32                    | 84            | 84              |
| 14.  | Joel Eriksson     | 1                    | 4                     | 67                    | 71            | 72              |
| 15.  | Daniel Juncadella | 10                   | 34                    | 17                    | 51            | 61              |
| 16.  | Augusto Farfus    | 0                    | 27                    | 29                    | 56            | 56              |
| 17.  | Loïc Duval        | 3                    | 31                    | 20                    | 51            | 54              |
| 18.  | Jamie Green       | 0                    | 13                    | 14                    | 27            | 27              |